# (17201) Matjazhumar
(17201) Matjazhumar est un astéroïde de la ceinture principale.

## Description
(17201) Matjazhumar est un astéroïde de la ceinture principale. Il fut découvert le 4 janvier 2000 à Socorro (Nouveau-Mexique) par le projet LINEAR. Il présente une orbite caractérisée par un demi-grand axe de 3,01 UA, une excentricité de 0,14 et une inclinaison de 1,5° par rapport à l'écliptique.

## Compléments